# عشبة الأباريق البوقية الصفراء
عشبة الأباريق البوقية الصفراء (الاسم العلمي Sarracenia flava) هو نبات لاحم من فصيلة السراسينية،
تمتلك هذه النبتة أشواكًا أفقية يصل طولها إلى مترٍ واحدٍ. ويجذب غطاؤها الأصفر المخضر أنواعًا
مختلفة من الحشرات. تختبئُ صغار الضفادع أحيانًا في أبواق النبتة لالتقاط الحشرات، لكنها
تصبح هي ذاتها فريسة للنبتة. وتتجمع الحشرات الميتة في القاع (الشَّرك) حيث تنتقل أنسجة
وعائية في جدران النبتة المواد المعدية إلى اجزاء أخرى.
يترواح طول النبتة بين ثلاثين ومئة سنتمتر، وتنتقل البذور من الكبسولة إلى الأرض،
وتستوطن المستنقعات والأراضي الرطبة، ونتنشر في الجرود الساحلبة في جنوب شرق الولايات المتحدة.

## معرض صور

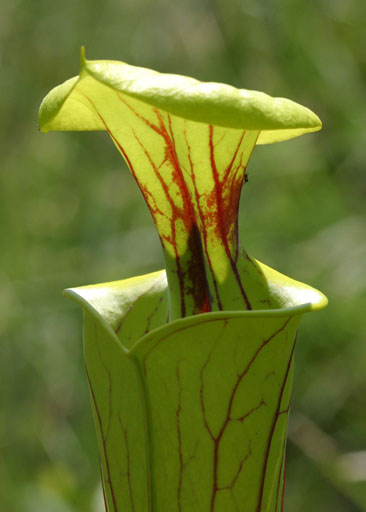
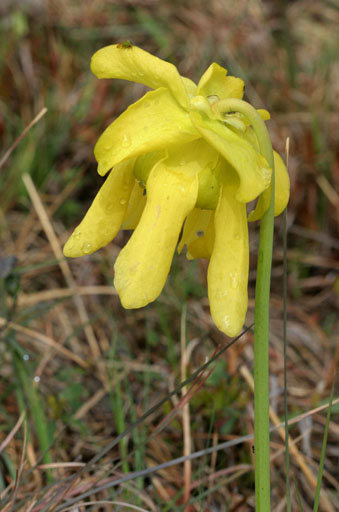
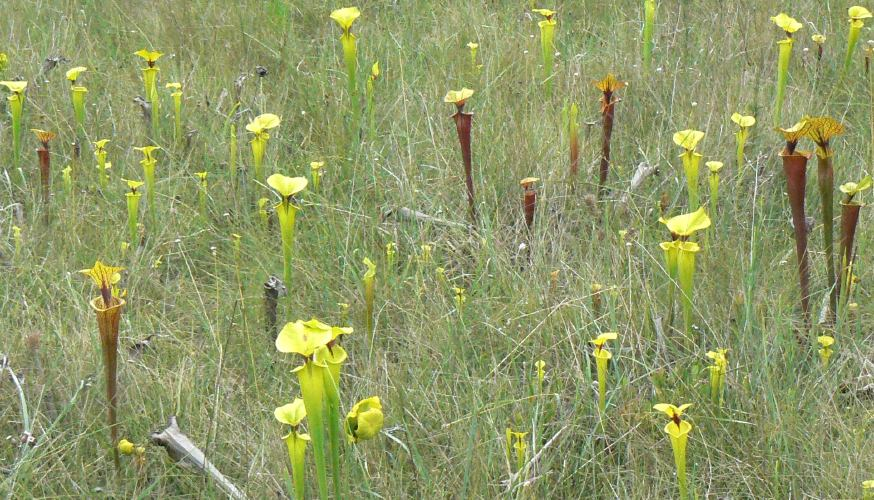